# Stazione di Mülheim (Ruhr) Centrale
La stazione di Mülheim (Ruhr) Centrale (in tedesco Mülheim (Ruhr) Hbf) è la principale stazione ferroviaria della città tedesca di Mülheim an der Ruhr.

## Movimento

### Trasporto regionale e S-Bahn
La stazione è servita dalle linee RegioExpress RE 1, RE 2, RE 6, RE 11 e RE 42 e dalle linee S 1 e S 3 della S-Bahn.

### Esplicative
1. ↑  abbreviazione di Mülheim (Ruhr) Hauptbahnhof, letteralmente "Mülheim (Ruhr) stazione principale"

### Bibliografiche
1. ↑   Schnellverkehrsplan VRR (PDF), su vrr.de. URL consultato il 4 maggio 2019 (archiviato dall'url originale il 15 dicembre 2017).